# Raposa (Almeirim)
Raposa é uma povoação portuguesa sede da Freguesia de Raposa do Município de Almeirim, freguesia com 65,42 km² de área e 497 habitantes (censo de 2021), tendo, por isso, uma densidade populacional de 7,6 hab./km².

## Demografia
A população registada nos censos foi:
Nota: Nos anos de 1911 e 1920 figura anexada à freguesia de Benfica do Ribatejo. Pelo decreto nº 15-006, de 07/02/1928 foram desanexadas e passaram a constituir freguesias distintas.
| Ano  | 0-14 Anos | 15-24 Anos | 25-64 Anos | > 65 Anos |
| 2001 | 80        | 80         | 293        | 138       |
| 2011 | 47        | 55         | 303        | 143       |
| 2021 | 49        | 27         | 256        | 165       |

## Equipamentos
A freguesia possuía um aterro sanitário encerrado em 2014.